# Akari Watanabe
Akari Watanabe (Adachi, 18 settembre 1992) è una pallavolista giapponese.
Gioca nel ruolo di palleggiatrice nelle Sendai Belle Fille.

## Carriera
La carriera di Akari Watanabe inizia a livello scolastico, con la squadra del Liceo Kyoei. Fa il suo esordio da professionista in V.Premier League nella stagione 2011-12, vestendo la maglia delle Pioneer Red Wings, dove resta per tre annate. Dopo la chiusura del club, nel campionato 2014-15 va a giocare in V.Challenge League con le Sendai Belle Fille.